# Битва за Лусон
Битва за Лусон — бойові дії, які відбувалися з 9 січня по 15 серпня 1945 року на Тихоокеанському театрі бойових дій Другої світової війни між силами Союзників на чолі з США, з однієї сторони, та армією Японської імперії, з другої сторони. Результатом битви стала перемоги Союзників у Філіппінській кампанії 1944—1945 років. Союзники взяли під контроль всі стратегічно і економічно важливі місця острова Лусон до кінця березня 1945 року, проте з осередками японського опору в горах довелося боротися до серпня 1945 року. Під час битви загинуло від 192 000 до 205 000 японських військовослужбовців (головним чином від голоду та хвороб), 10 000 американських солдатів та від 120 000 до 140 000 філіппінських цивільних осіб та партизанів.

## Передумови
Філіппіни мали важливе стратегічне значення, оскільки їх захоплення Японською імперією становило загрозу для США. Через це 135 000 військовослужбовців та 227 літаків були дислоковані на Філіппінах в жовтні 1941 року. Незважаючи на це, Лусон — найбільший острів Філіппін, був захоплений японцями в 1942 році під час їхньої кампанії по захопленню Філіппін. Генерал Дуглас Макартур, відповідальний за захист Філіппін, евакуювався зі своїм штабом до Австралії, а інші війська США відійшли на півострів Батаан.
Через кілька місяців після цього Макартур виступив із заявою про необхідність повернення Філіппін. Командувач Тихоокеанським флотом адмірал Честер Німіц та керівник військово-морських операцій адмірал Ернест Кінг виступили проти цієї ідеї, пояснивши це необхідністю зачекати. Макартуру довелося чекати два роки щоб повернутися на Філіппіни. Острів Лейте був початковою метою кампанії. Пізніше відбулися напади на Міндоро та Лусон.

## Битва
Перед початком атаки на Лусон виникла необхідність створення штабу та бази операції в безпосередній близькості з островом. Зокрема була створена авіабаза для забезпечення наступаючих військ підтримкою авіації. Війська під командуванням генерала Вільяма Данкела за сприянням 7-го флоту захопили острів Міндоро. До 28 грудня дві військово-повітряні бази контролювалися Союзниками та були готові допомогти в нападі на Лусон, який був запланований на 9 січня 1945 року. Після захоплення Міндоро війська США були розташовані на південь від острова Лусон. Проте Макартур запланував висадку далі на північ в затоці Лінґайєн. Це місце було зручним через розташування поруч з декількома автомобільними та залізничними шляхами, які вели через рівнину до Маніли та центру острова.
Літаки США постійно проводили розвідувальні польоти та бомбардування в південній частині Лусона, маючи намір ввести в оману японське командування щодо місця висадки американських військ. Крім того були підготовлені військово-транспортні літаки з парашутистами-манекенами. Філіппінські борці опору провели диверсійні операції в південному Лусоні. Проте всі ці заходи не змогли обманути генерала Ямашиту, командуючого японською імперською армією на Філіппінах, і він наказав збудувати значні оборонні позиції на пагорбах, що оточують затоку Лінґайєн.

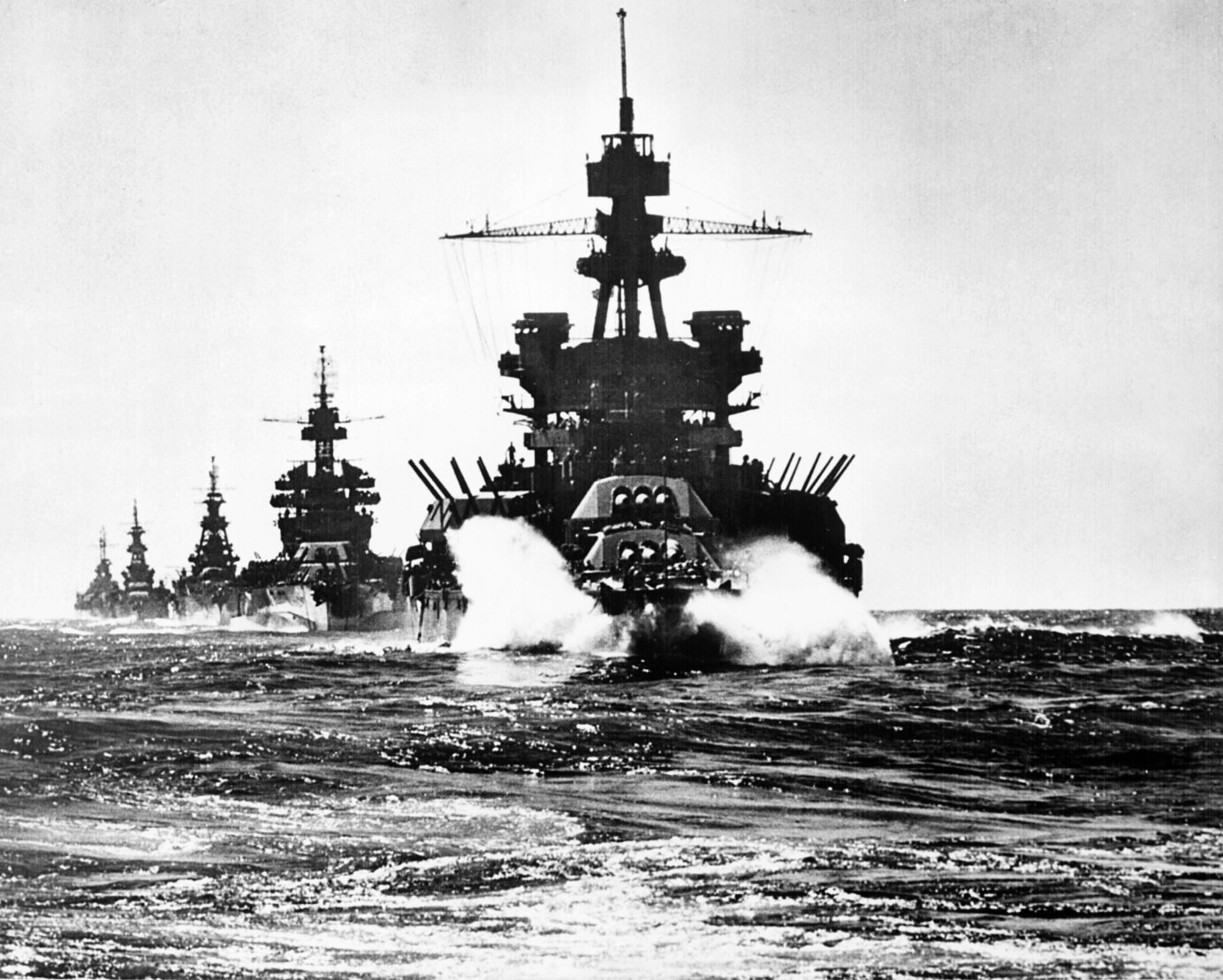
Лінкори «Пенсільванія» і «Колорадо» на чолі трьох інших важких крейсерів заходять в затоку Лінґайєн для попереднього обстрілу японських берегових позицій

Напад на Лусон відбувся, як і планувалося, 9 січня 1945 року. Напад отримав кодову назву день «S». Японці нарахували понад 70 кораблів Союзників, що увійшли в затоку Лінґайєн. Попередній обстріл японських позицій почався о 7:00. Висадка почалася годиною пізніше. Американські десанти стикнулися з сильною протидією японських пілотів камікадзе. Ескортний авіаносець «USS Ommaney Bay» був потоплений після нападу камікадзе. Літаки 3-го флоту здійснювали авіаційну підтримку висадки обстрілюючи та бомбардуючи японські вогневі позиції.
Висадку в затоці Лінгайєн 9 січня було проведено 6-ю армією під командуванням генерала Вальтера Крюгера. Близько 175 000 військовослужбовців з 6-ї армії висадилися уздовж 20-мильного (32 км) плацдарму протягом декількох днів. 14-й корпус генерала Оскара Грісуолда почав рухатися на південь до столиці Філіппін — Маніли. 23 січня війська США досягли військової авіабази «Кларк». Бойові дії тут тривали до кінця січня і після захоплення бази 14-й корпус рушив до Маніли.
Друга висадка відбулася 15 січня за 45 миль (72 км) на північний захід від Маніли. 31 січня два полки 11-ї повітряно-десантної дивізії зробили висадку та захопили мости навколо Маніли. 4 лютого почалася битва за Манілу. Десантники 11-ї повітрянодесантної дивізії зустріли жорсткий опір японських військ. Проте вже 11 лютого місто було захоплене американськими військами, хоча операції по зачистці тривали декілька тижнів. Військові втрати склали 1 010 американських військовослужбовців, 3 079 філіппінців та 12 000 японських військових.

## Наслідки
Бої тривали по всьому Лусону протягом наступних місяців. Союзники взяли під свій контроль всі стратегічно та економічно важливі регіони на Лусоні до кінця березня. Невеликі групи японських сил відступили в гірські райони на півночі і південному сході острова.
Втрати були надзвичайно високими для японців. Понад 205 000 вбитих, 9 050 взято в полон. Втрати США значно менші: 10 640 вбитих та 36 550 поранених. Втрати серед цивільного населення оцінюються від 120 000 до 140 000 загиблими.